# Fortaleza de Populonia

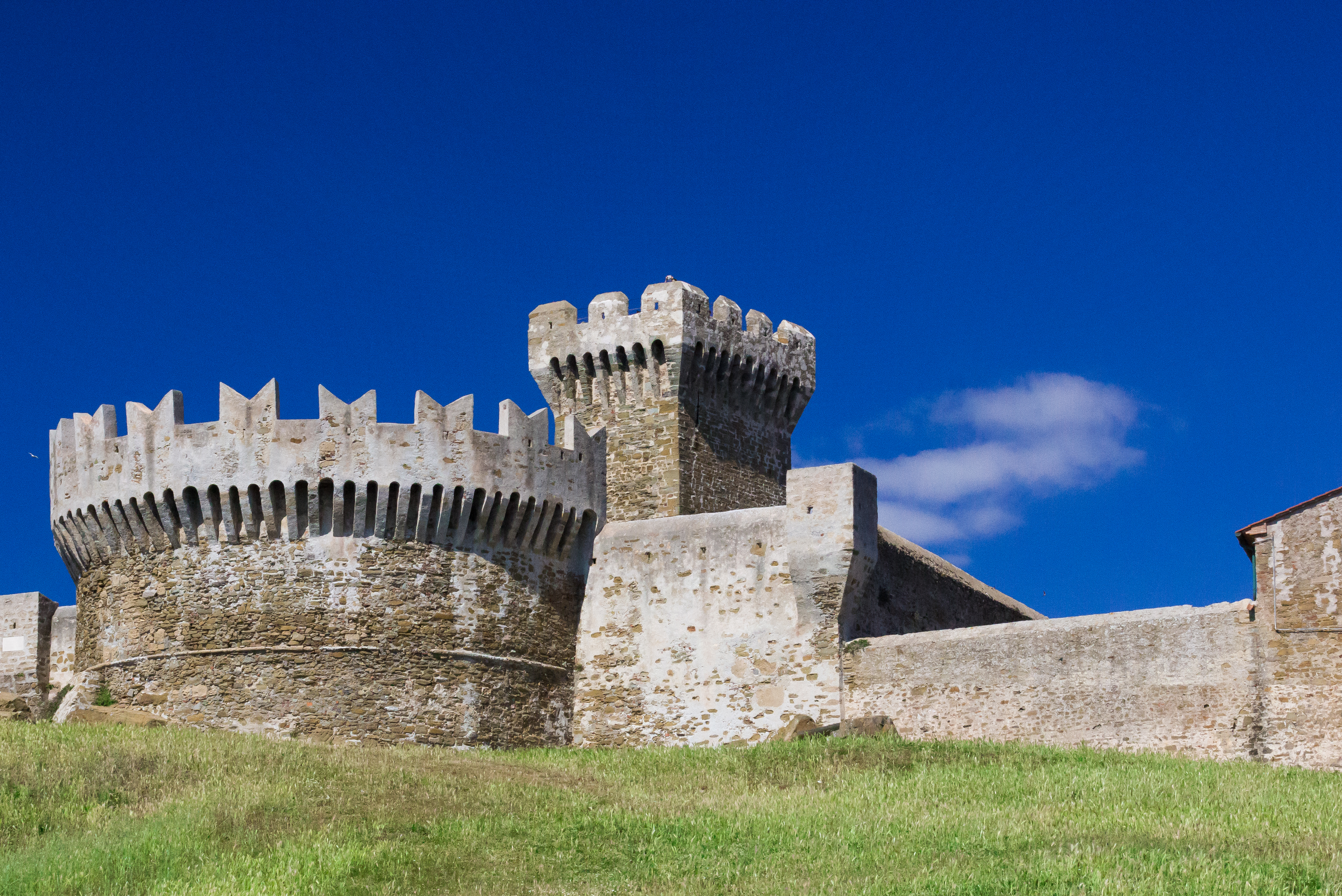
Fortaleza de Populonia

La Fortaleza de Populonia o el castillo de Populonia (en italiano: Rocca di Populonia), es un complejo defensivo situado en Populonia, una frazione del municipio de Piombino, en la provincia de Livorno en Toscana. La fortaleza domina el Golfo de Baratti, al norte de Piombino y al oeste del parque arqueológico de Baratti y Populonia.

## Historia y descripción

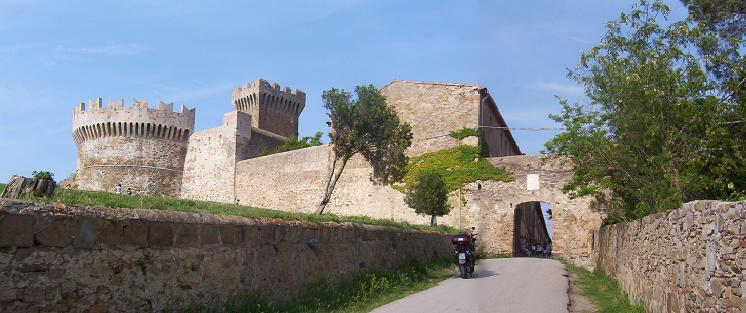
Entrada de la rocca

Situada en la acrópolis de la antigua Pupluna etrusca, la fortaleza renació como castillo medieval en el siglo XIV, tras siglos de abandono de la ciudad. Las formas actuales muestran una estructura de transición entre los edificios medievales y la fortificación moderna de finales del siglo XV de los Appiani: mientras que los lados que daban a los acantilados de la colina estaban equipados, como máximo, con contrafuertes, dado que un cañoneo a tal altitud era improbable, el que daba a la carretera contaba con una torre del homenaje semicircular, de base sólida, provista de aspilleras y almenas.
La imponente torre central, de planta medieval, antaño torre del homenaje del castillo medieval, domina el conjunto. La torre no está construida con piedras perfectamente escuadradas, salvo en las esquinas, y presenta muros abaluartados y matacanes. Con una pronunciada pendiente, presenta mampostería de bloques irregulares, salvo en las esquinas, una puerta elevada y una almena con cuatro elementos en los lados largos y tres en los cortos. La presencia, poco común en la Toscana, de un doble saliente, hacia el interior y hacia el exterior, es, en cambio, común en los castillos de los Scaligeri.
Las murallas del siglo XV tienen planta rectangular, cerca de la plaza, con un camino de ronda y torres de vigilancia salientes en las esquinas. La mampostería semicilíndrica del lado suroeste es posterior, también con pendiente y un camino de ronda más alto que los demás lados. También cuenta con aspilleras en el lado interior para defenderse de los enemigos que pudieran penetrar el recinto. La fortaleza está adosada a las murallas de la villa.

## Galería

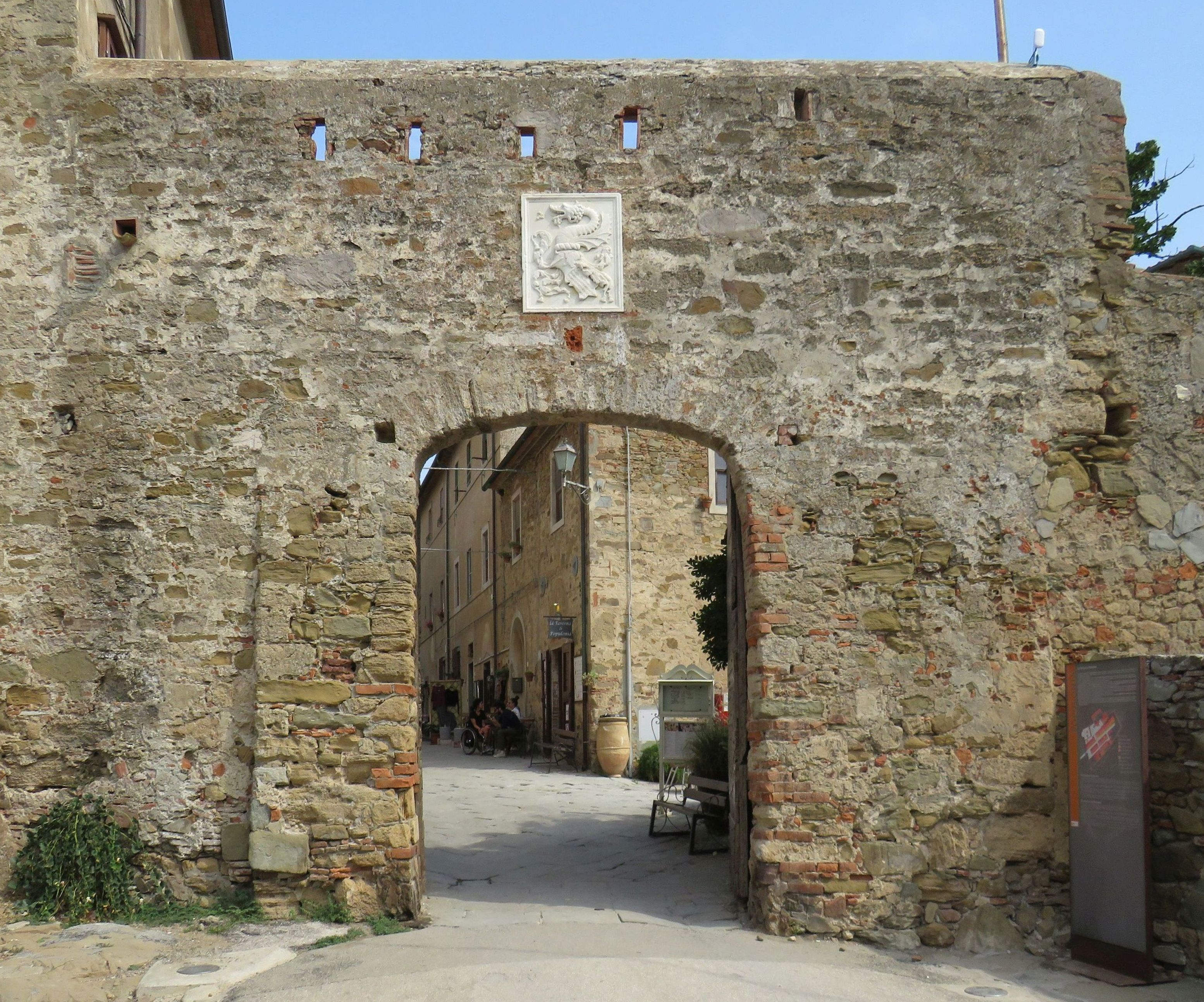
La puerta de la fortaleza.
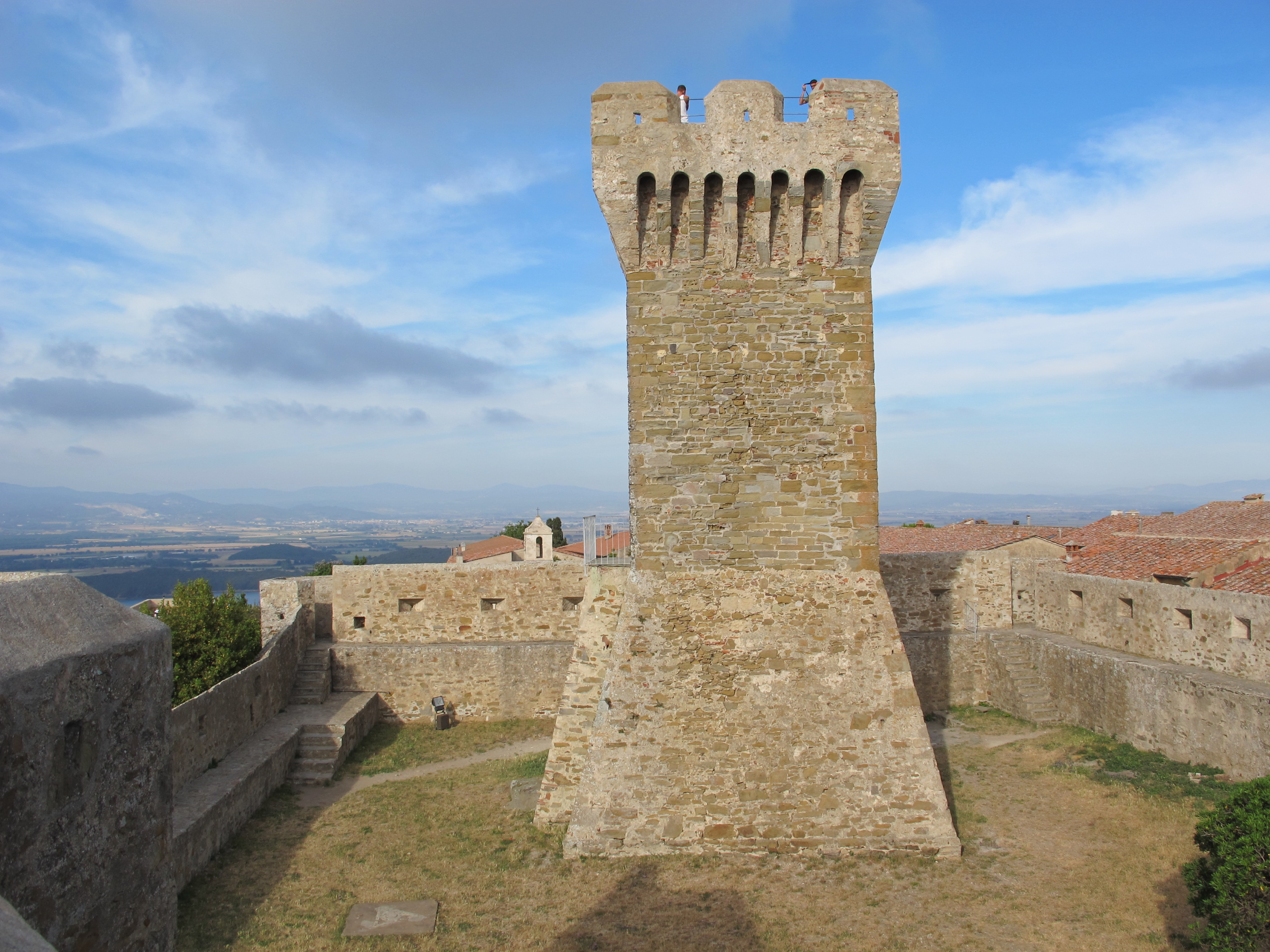
La alta torre interior.
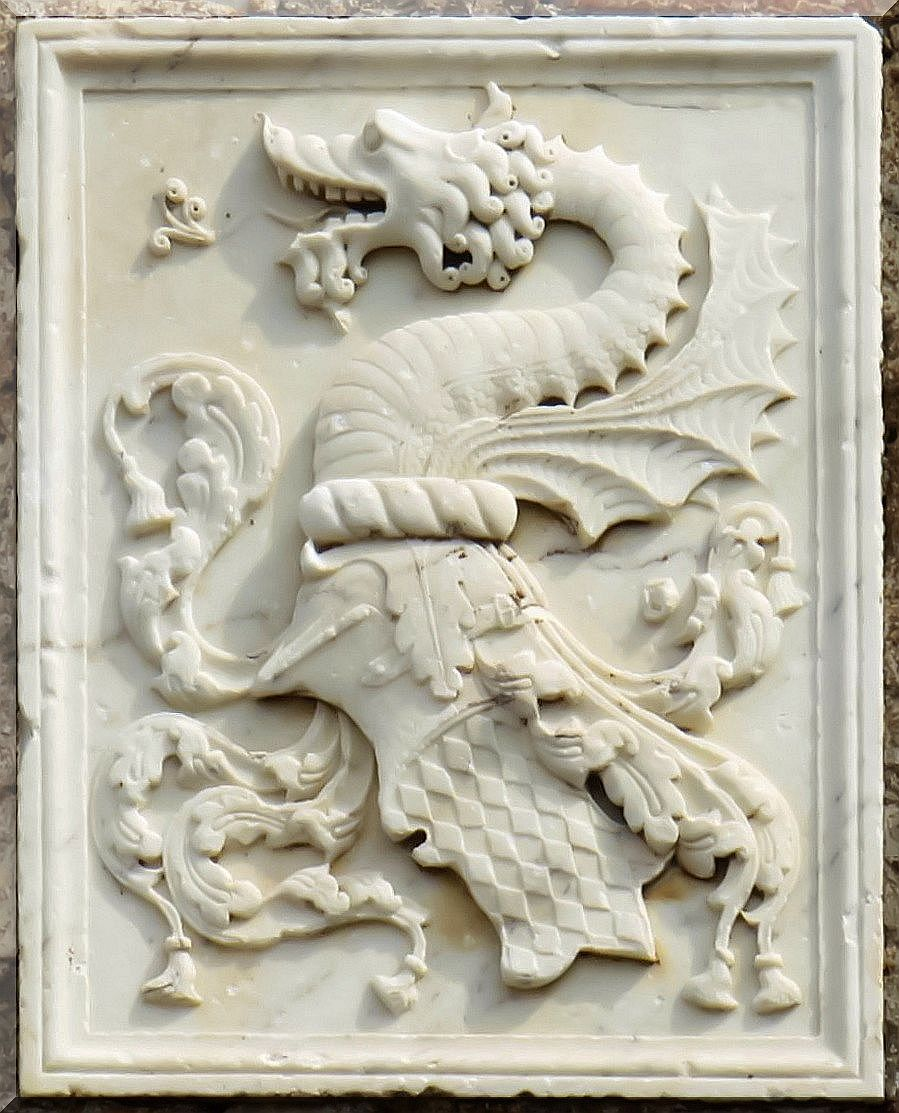
Escudo de los Appiani.
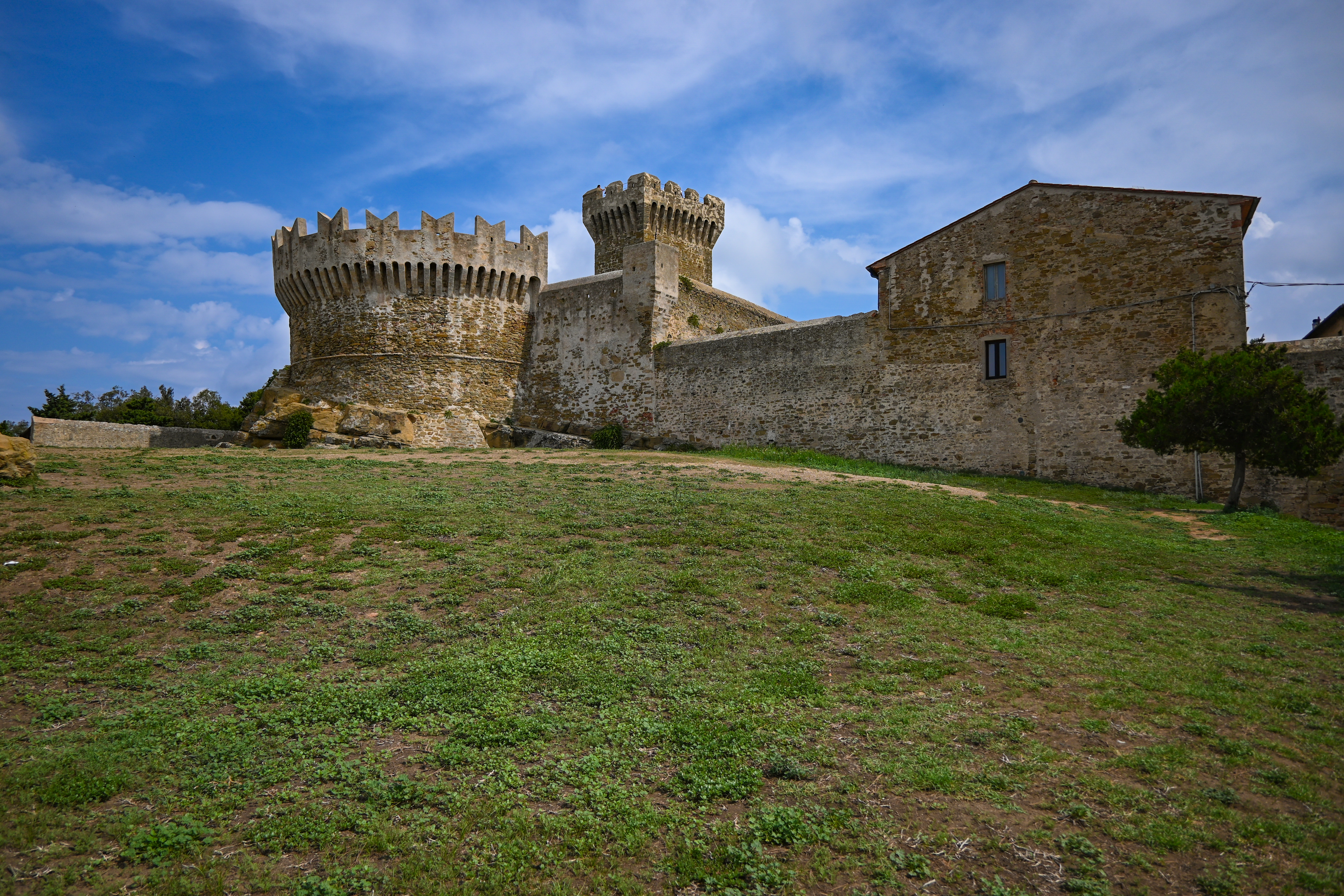